# The Christmas EP
A The Christmas EP Enya ír dalszerző és énekesnő középlemeze. Címével ellentétben csak egy karácsonyi dal szerepel rajta, az Oíche chiúin (mint több más kiadványon, itt is elgépelve, Oíche chiún címmel), mely a Csendes éj ír változata.

## Változatok
A lemez különböző kiadásai.
CD, kazetta (Kanada)
1. Oíche chiúin
2. As Baile
3. 'S Fagaim mo Bhaile
4. Ebudae
5. The Celts